# Věra Linhartová
Věra Linhartová (* 22. März 1938 in Brno) ist eine tschechische Schriftstellerin, die in Frankreich lebt.

## Leben
Linhartová studierte Kunstgeschichte und Ästhetik und promovierte 1960 mit einer Arbeit über Barockarchitektur in Mähren. Sie arbeitete im regionalen Denkmalschutz in Brünn (1959/60) und Pardubice (1960/62) und von 1962 bis 1966 arbeitete in der Aleš-Galerie in Hluboká nad Vltavou (Frauenberg) in Südböhmen. Danach zog sie nach Prag. Sie veröffentlichte seit 1957 literarische Arbeiten in Zeitschriften. 1964 erschienen ihre ersten Bücher, zwei Erzählungsbände. Ein literarisches Vorbild war Richard Weiner. Sie war ein Teil des Václav Havel Kreises von Literaten.
Nach dem Einfall der Truppen des Warschauer Paktes 1968 in die Tschechoslowakei emigrierte sie nach Paris. Ihre kurz darauf verfassten zwei Hörspiele waren die letzten Werke, die sie in Tschechisch schrieb. Linhartová studierte Japanisch und Chinesisch und lebte längere Zeit in beiden Ländern. Ihr Buch Sur un fond blanc (1996) stellte japanischen Texte über Malerei aus der Zeit vom neunten bis zum neunzehnten Jahrhundert zusammen. Linhartová veröffentlichte 1986 einen Aufsatz über die japanische Avantgarde und den Bildhauer Isamu Noguchi eine Anthologie über Dada und Surrealismus in Japan (1987) und 1999 eine Ausgabe von Schriften Dogens, des Begründers des Zen-Buddhismus.

## Werke in deutscher Übersetzung
- Geschichten ohne Zusammenhang. Erzählungen (Originaltitel: Prostor k rozlišení, übersetzt von Josefine Spitzer). Suhrkamp, edition suhrkamp, Nr. 141, Frankfurt 1965 (DNB).
- Diskurs über den Lift (Originaltitel: Rozprava o zdviži, übersetzt von Josefine Spitzer). Suhrkamp, edition suhrkamp, Nr. 200, Frankfurt 1967 (DNB).
- Mehrstimmige Zerstreuung. Geschichten (Originaltitel: Meziprůzkum nejblíž uplynulého, übersetzt von Dorothea Neumärker), Suhrkamp, Frankfurt am Main 1967 (DNB); Taschenbuchausgabe: dtv 97 - Sonderreihe, Deutscher Taschenbuchverlag, München 1971 ISBN 3-423-05397-6.
- Haus weit (Originaltitel: Dům daleko, übersetzt von Konrad Balder Schäuffelen und Tamara Kafková). Suhrkamp, edition suhrkamp, Nr. 416, Frankfurt 1970 (DNB).
- Chimäre oder Querschnitt durch die Zwiebel (übersetzt aus dem tschechischen Manuscript von Zbyněk Sekal). Literarisches Colloquium, Berlin 1970, ISBN 3-920392-03-5.
- Zehrbilder (Originaltitel: Portraits carnivores, übersetzt von Susanna Roth), Edition Howeg, Zürich 1986, ISBN 3-85736-060-7.
- Kaskaden. 3 Prosastücke (übersetzt von Erika Tophoven-Schöningh). Friedenauer Presse, Berlin 1989 (DNB).